# Nikon F4
Le Nikon F4 est un appareil photographique reflex mono-objectif au format 35mm, fabriqué par Nikon. C'est le quatrième représentant de la lignée des boîtiers professionnels de la gamme F, qui débute avec le Nikon F en 1959 et s'achève avec le Nikon F6 en 2004. Apparu sur le marché en 1988 pour succéder au Nikon F3, il est remplacé par le Nikon F5 en 1996.

## Caractéristiques
Abandonnant le classique obturateur à défilement horizontal de ses prédécesseurs pour un obturateur à translation verticale, plus rapide, le Nikon F4 est le premier appareil professionnel commercialisé par la firme à intégrer la mise au point automatique (tout en conservant une monture d'objectif identique à celle de ses prédécesseurs), ainsi que la mesure multizone (dite « matricielle », sur cinq segments).
À l'image du Nikon F3, ainsi que des F5 et F6, il a été dessiné par le styliste italien Giorgetto Giugiaro. Le Nikon F4 est le dernier appareil professionnel de la gamme à disposer de commandes traditionnelles (la sélection du temps de pose, par exemple, s'effectue au moyen d'un barillet).
Conçu pour répondre aux exigences d'une utilisation intensive dans les conditions de prise de vue les plus diverses, y compris au sein d'environnements difficiles, particulièrement humides, secs, chauds ou froids, le Nikon F4 a été construit solidement sur la base d'un châssis entièrement réalisé en métal (à l'exception du viseur interchangeable), d'une étanchéité renforcée par l'emploi de joints toriques, et d'un obturateur capable, en théorie, d'assurer un minimum de 150 000 déclenchements sans faillir.
Il existe trois versions du Nikon F4 (Nikon F4, Nikon F4S et Nikon F4E) qui ne diffèrent que par leur alimentation. Les différentes poignées qui servent au logement des piles, sont interchangeables. Quant aux quatre moteurs de l'appareil, ils sont intégrés au boîtier de base qui reste commun à toutes les versions.